# Hedychium raoi
Hedychium raoi là một loài thực vật có hoa trong họ Gừng. Loài này được G.D.Pal & G.S.Giri mô tả khoa học đầu tiên năm 1998.